# Zuienkerke
Zuienkerke, en flamenc occidental Zuunkerke és un municipi belga de la província de Flandes Occidental a la regió de Flandes. L'1 de gener del 1977 va fusionar amb Houtave, Meetkerke i Nieuwmunster. El canal Blankenbergse Vaart i el dic de Blankenberge són dos eixos que creuen el munipis.
El primer esment escrit Siuuancherka data del 1110, que aleshores era una sufragània d'Uitkerke i a l'edat mitjana pertanyia al Franconat de Bruges.

## Pobles
| #   | Nom          | Extensió (km²) | Població (31/12/2005) |
| --- | ------------ | -------------- | --------------------- |
| I   | Zuienkerke   | 15,89          | 1.478                 |
| II  | Houtave      | 16,32          | 411                   |
| III | Meetkerke    | 9,36           | 396                   |
| IV  | Nieuwmunster | 7,29           | 491                   |

Font: http://www.zuienkerke.be

## Localització

Mapa de Zuienkerke

| - a. Lissewege (Brugge) - b. Dudzele (Brugge) - c. Brugge - d. Varsenare (Jabbeke) - e. Stalhille (Jabbeke) - f. Vlissegem (De Haan) - g. Wenduine (De Haan) - h. Uitkerke (Blankenberge) |